# Lothdorfer Bach
Der Lothdorfer Bach ist ein rechter Zufluss zum Sindelsbach in Oberbayern.
Er entsteht im Lothdorfer Graben im Süden des Königsberge-Waldes, fließt weitgehend nordwärts durch denselbigen, später in einem tief eingeschnittenen Graben. Bei Habach macht er einen Knick nach Osten, nimmt den Grenzbach auf und vereint sich mit dem Sindelsbach.